# Клаус Деніц
Клаус Деніц (нім. Klaus Dönitz; 13 травня 1920 — 13 травня 1944) — німецький офіцер, оберлейтенант-цур-зее крігсмаріне.

## Біографія
Старший син грос-адмірала Карла Деніца і його дружини Інгеборг, уродженої Вебер. Після загибелі молодшого брата Петера 19 травня 1943 року йому дозволили залишити дійсну службу, щоб пройти курс військово-морського медика. На свій 24-й день народження Клаус переконав своїх колишніх товаришів взяти його з собою на борту швидкісного катера S 141, щоб взяти участь в рейді на Селсі. Того ж дня катер був потоплений французьким ескортним міноносцем La Combattante і Клаус загинув. Французи знайшли тіло Клауса і поховали його в парку біля колони Великої армії.

## Нагороди
- Залізний хрест 2-го класу
- Нагрудний знак мінних тральщиків
- Нагрудний знак підводника